# Narcissus papyraceus subsp. polyanthos
Narcissus papyraceus subsp. polyanthos es una subespecie herbácea, perenne y bulbosa perteneciente a la familia de las amarilidáceas. Es originaria del sur de Francia.

## Descripción
Es una planta bulbosa con las flores de color blanco. Se distribuye por el sur de Francia.
Etimología
Narcissus nombre genérico que hace referencia  del joven narcisista de la mitología griega Νάρκισσος (Narkissos) hijo del dios río Cephissus y de la ninfa Leiriope; que se distinguía por su belleza. 
El nombre deriva de la palabra griega: ναρκὰο, narkào (= narcótico) y se refiere al olor penetrante y embriagante de las flores de algunas especies (algunos sostienen que la palabra deriva de la palabra persa نرگس y que se pronuncia Nargis, que indica que esta planta es embriagadora). 
papyraceus: epíteto latino que significa "como papel".

## Taxonomía
Narcissus papyraceus subsp. polyanthos fue descrita por (Loisel.) Asch. & Graebn. y publicado en Synopsis der Mitteleuropäischen Flora 3: 390, en el año 1906.
Sinonimia
- Narcissus polyanthos Loisel., J. Bot. (Desvaux) 2: 277 (1809).
- Narcissus tazetta var. polyanthos (Loisel.) Baker, Gard. Chron. 1869: 1015 (1869).
- Narcissus tazetta subsp. polyanthos (Loisel.) Baker, Handb. Amaryll.: 8 (1888).
- Narcissus linnaeanus subsp. polyanthos (Loisel.) Rouy in G.Rouy & J.Foucaud, Fl. France 13: 49 (1912).
- Narcissus luna Schult. & Schult.f. in J.J.Roemer & J.A.Schultes, Syst. Veg. 7: 974 (1830).[4]